# مجموعه اهرام جیزه
مجموعه اهرام جیزه (به عربی: مجمع أهرامات الجيزة) نام مجموعه اهرام تاریخی ساخته شده در دوران مصر باستان است که در حاشیه جنوب غربی شهر قاهره کنونی واقع شده است. هرم بزرگ جیزه یکی از اهرام در مجموعه اهرام جیزه و تنها بازمانده عجایب هفتگانه جهان به‌شمار می‌آید. قدمت اهرام جیزه به دودمان چهارم مصر می‌رسد که نام‌های این اهرام عبارتند از خوفو، خَفرِع و مَنکورع، که خوفو بزرگ‌ترین‌شان و یکی از عجایب هفتگانه است.
مساحت جیزه در حدود ۸ کیلومتر است. علاوه بر سه هرم اصلی، چندین هرم کوچکتر، مجسمه ابوالهول و کشتی بزرگ مصری متعلق به ۲۵۰۰ سال پیش از میلاد مسیح نیز در منطقه جیزه واقع شده است. برخی از پژوهشگران، تاریخ ساخت اهرام را به بیش از ۱۲ هزار سال پیش نسبت می‌دهند که هنوز منبع موثقی در این مورد یافت نشده است.

## تاریخچه

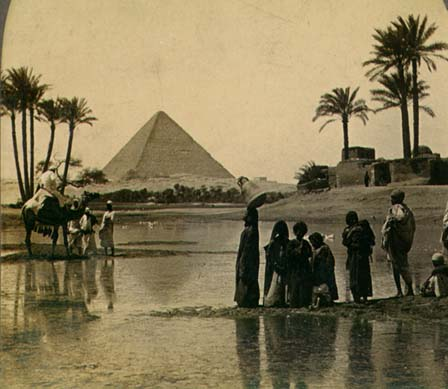
تصویر هرم بزرگ جیزه (هرم خوفو) در قرن ۱۹ میلادی، برای ساخت این هرم ۱۰۰٫۰۰۰ برده و کارگر در مدت ۲۰ سال به کار گرفته شدند.

اهرام جیزه نقطه اوجی در تکامل شیوه معماری مقابر مصر در دوره پادشاهی کهن است که با ساختن مصطبه‌ها، گورهای اولیه مصریان که غالباً آجری یا سنگی بودند، آغاز و با هرم پلکانی پیشرفت کرد.
از سال ۲۶۵۰ تا ۲۳۰۰ قبل از میلاد، ۸۰ هرم در مصر ساخته شد. اولین هرم بزرگ را دومین پادشاه از دودمان سوم فراعنه بنام جوزر بر پا کرد و این سنت تا دودمان هجدهم ادامه یافت. بعد از آن تا بیست و پنجمین دودمان فراعنه دیگر هرمی ساخته نشد.

## نقشهٔ مجموعه اهرام جیزه
|  | 1. هرم خوفو 2. هرم خفرع 3. هرم منکورع 4. معبد تدفینی خفرع 5. معبد تدفینی 6. هرم فرعی 7. پرستشگاه دره‌ای خفرع 8. پرستشگاه دره‌ای منکورع 9. مقبره‌های ملکه هتفرس اول 10. آرامگاه ملکهٔ خنت‌کاوس اول 11. اهرام ملکه‌ها 12. مصطبه‌ها 13. تندیس ابوالهول 14. معبد ابوالهول 15. آرامگاه همیونو 16. پژوهشکده اهرام جیزه 17. بلیط‌فروشی 18. گودال قایق‌ها 19. جادهٔ جدید 20. مقبره‌های کنده‌شده در صخره 21. روستای کارگران 22. قاهره 23. روستای نزله‌السمان 24. گذرگاه سنگ‌فرش تدفینی 25. معبد سنگ منکورع 26. گورستان جدید 27. مقبره‌های کنده‌شده در صخره 28. دیوار حصار 29. مصطبه و مقبرهٔ کنده‌شده در صخره 30. گورستان غرب 31. گورستان شرق 32. مصطبه و مقبرهٔ کنده‌شده در صخره در منطقهٔ مرکزی |

## نگارخانه

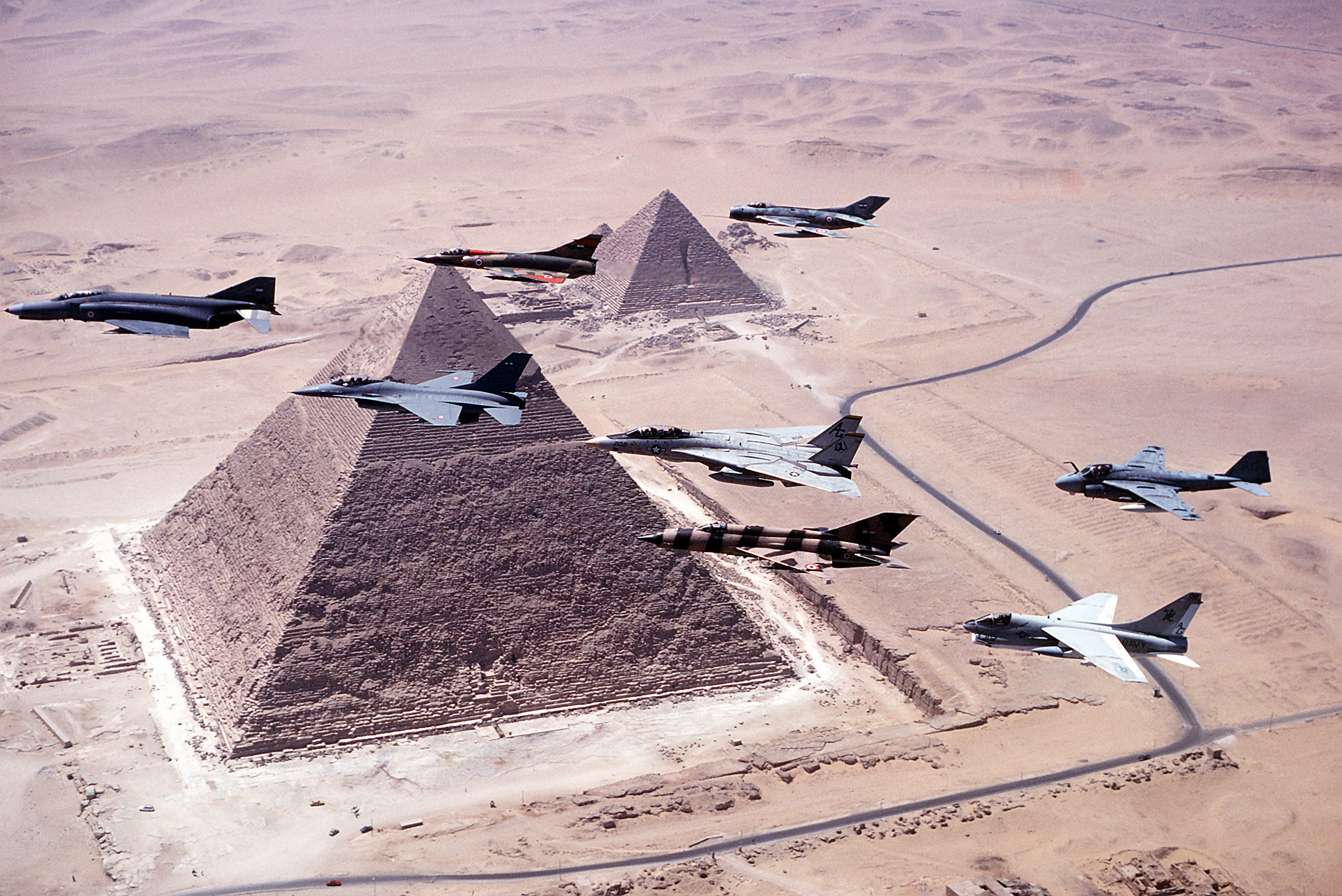
جنگنده بمب‌افکن‌های نیروی هوایی مصر و نیروی هوایی آمریکا در حال انجام یک تمرین نظامی مشترک بر فراز مجموعه اهرام جیزه
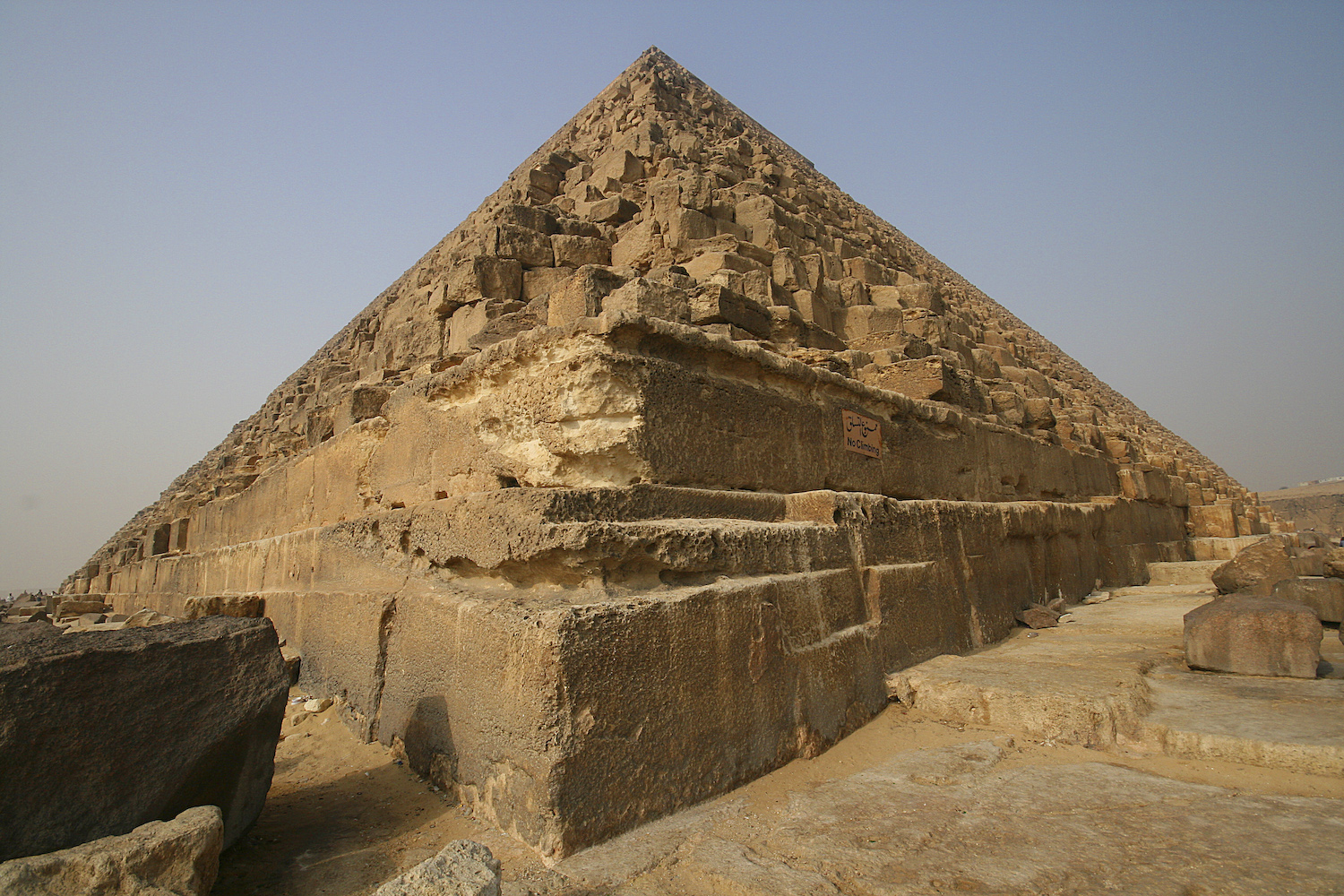
هرم بزرگ جیزه
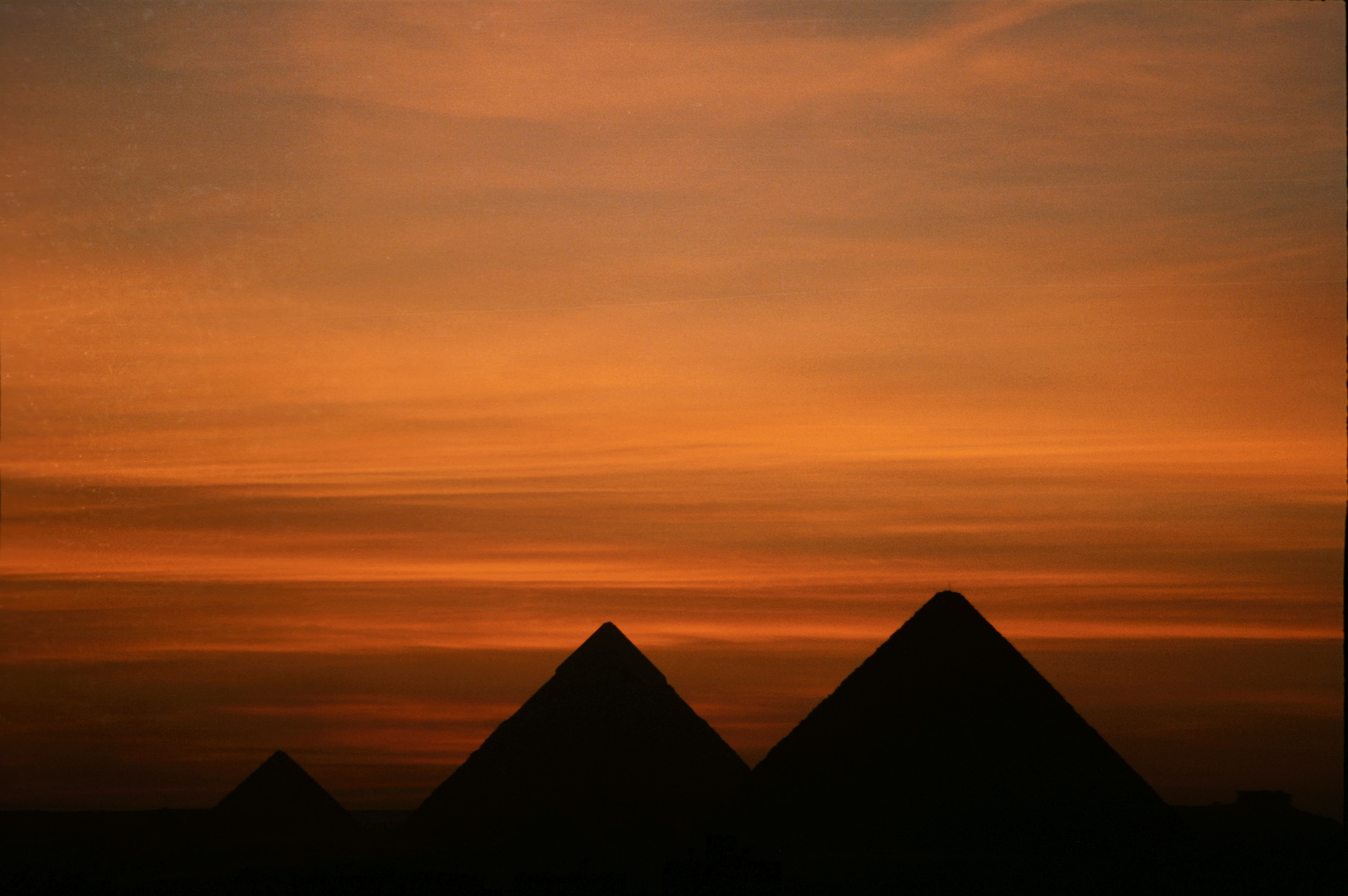
نمایی از مجموعه اهرام جیزه در غروب آفتاب.
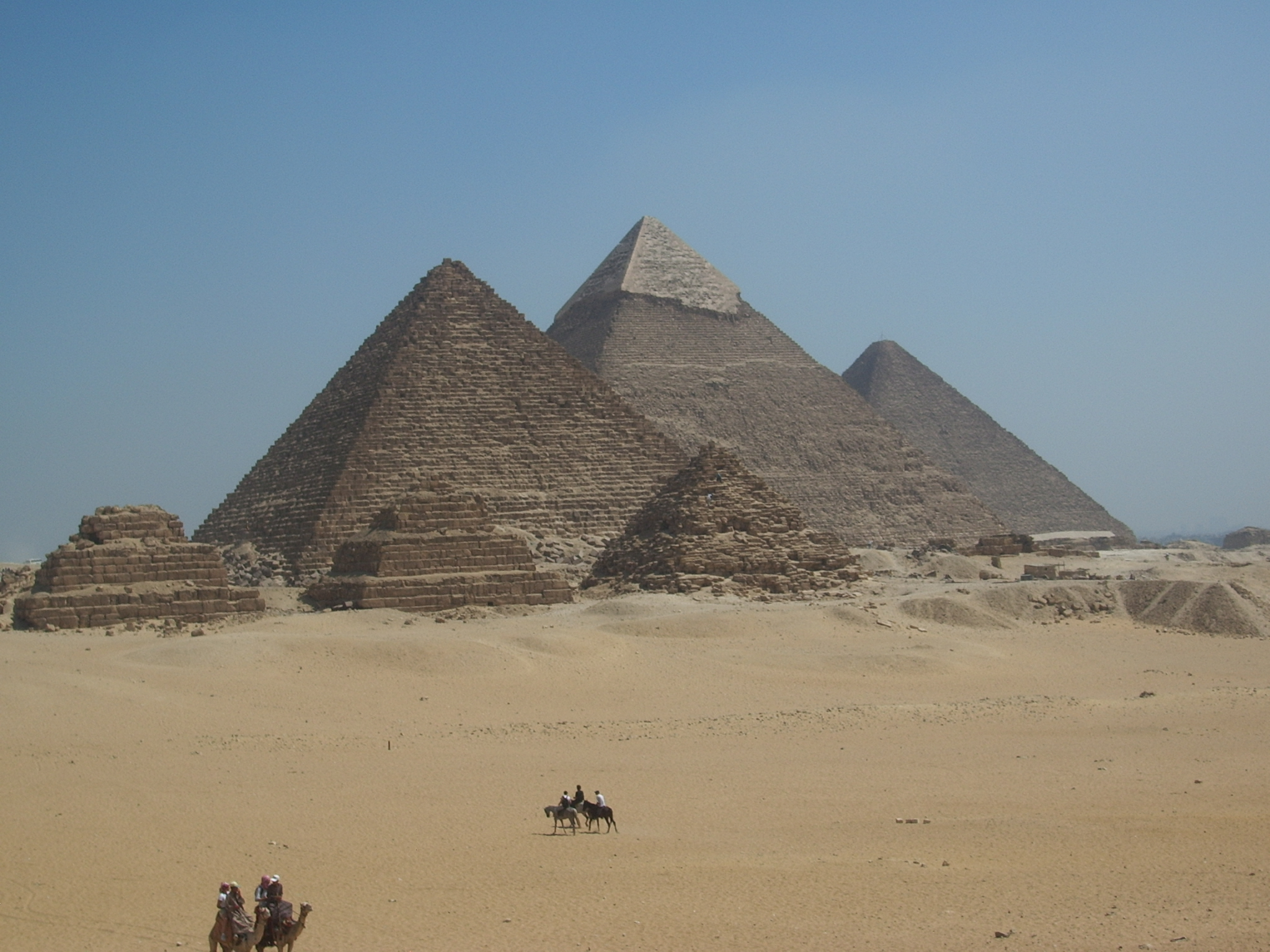
نمایی از نسبت اندازه انسان‌ها و اهرام
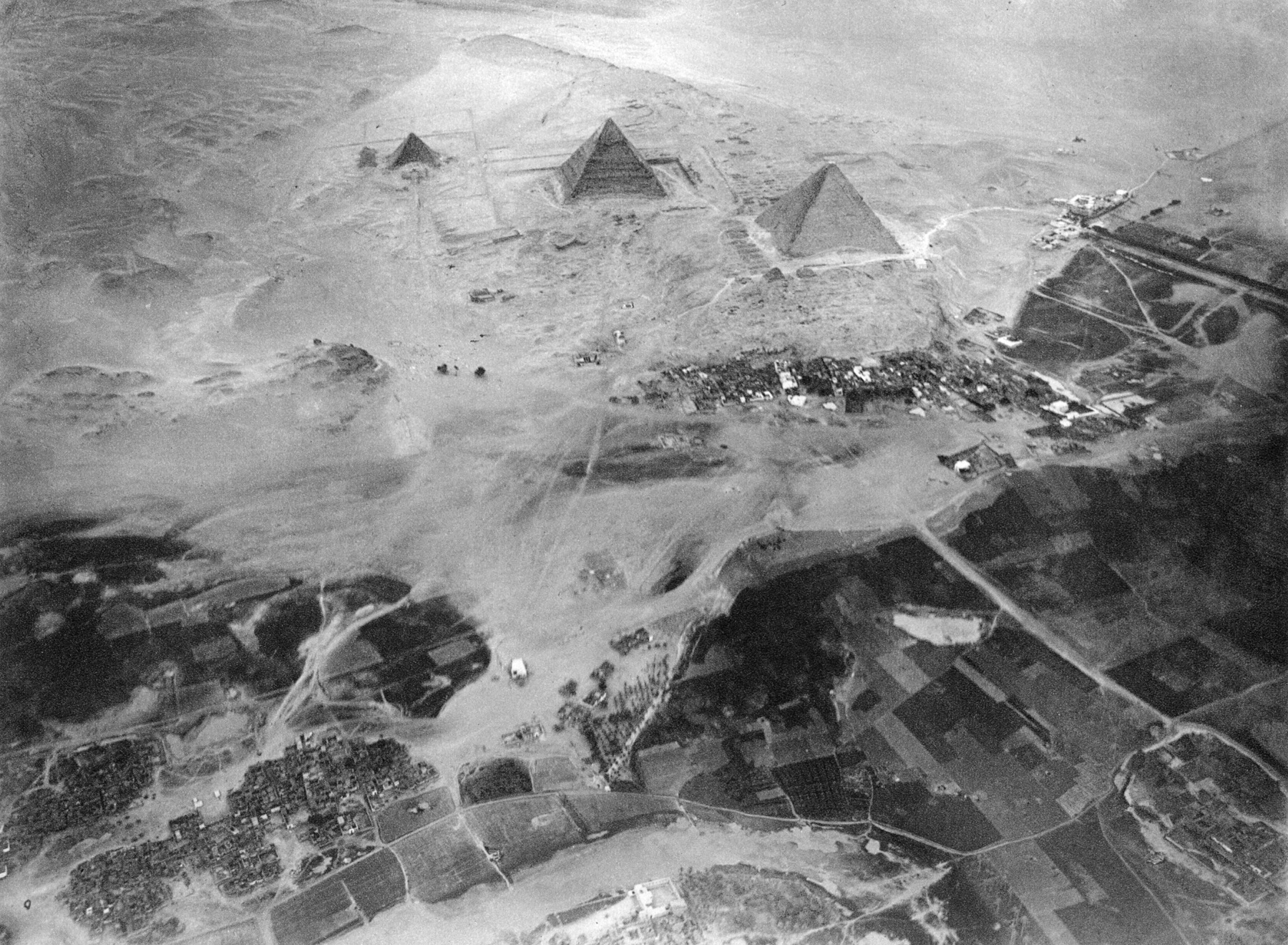
نگاره‌ای هوایی از هرم خوفو، هرم خَفرِع و هِرَم مَنقُرَع که توسط ادوارد اسپلترینی به‌وسیلهٔ بالن به‌تاریخ ۲۱ نوامبر ۱۹۰۴ میلادی ثبت‌شد.
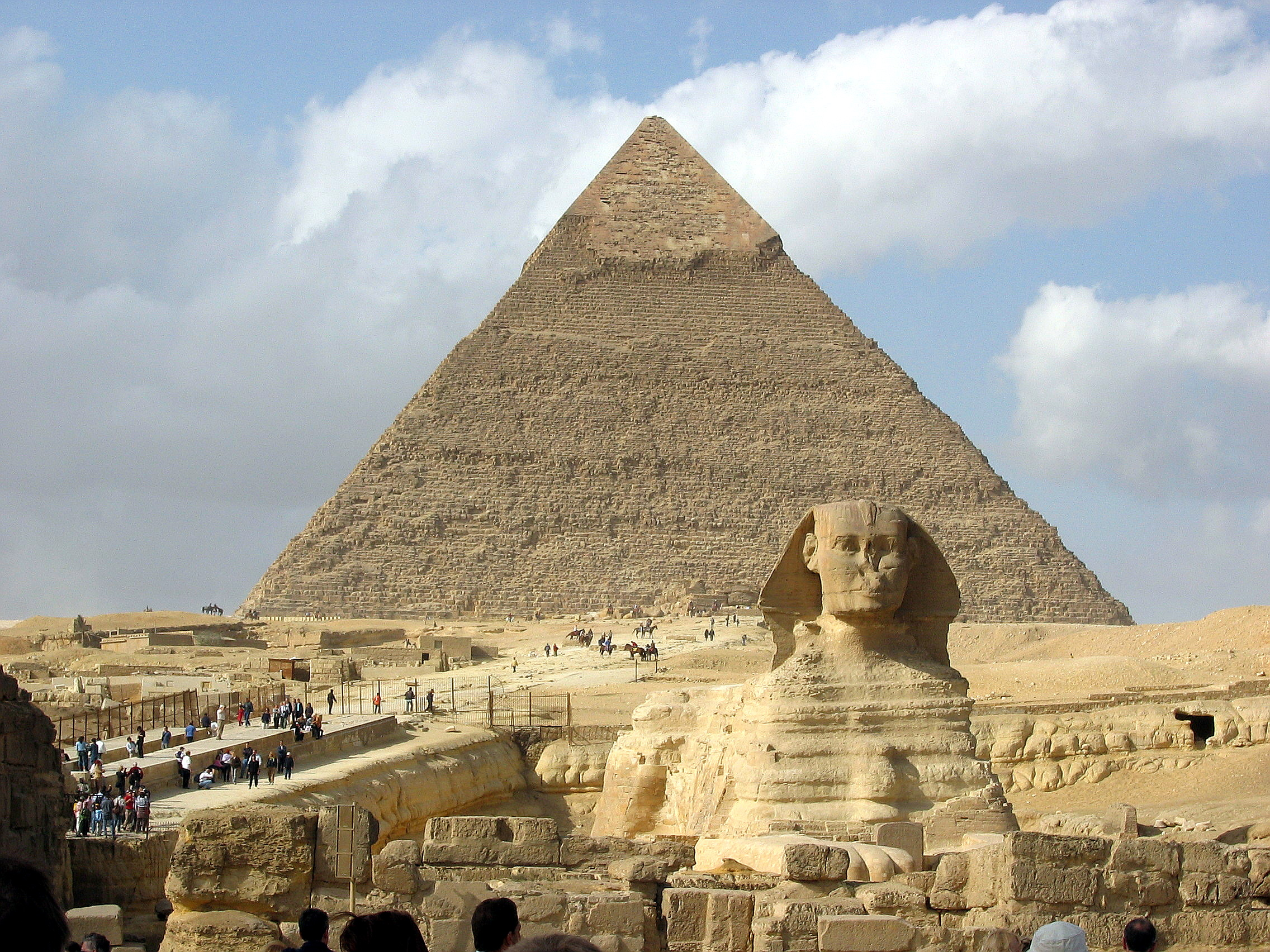
هرم خفرع در پشت مجسمه ابوالهول. این هرم دومین هرم بزرگ در اهرام جیزه است.
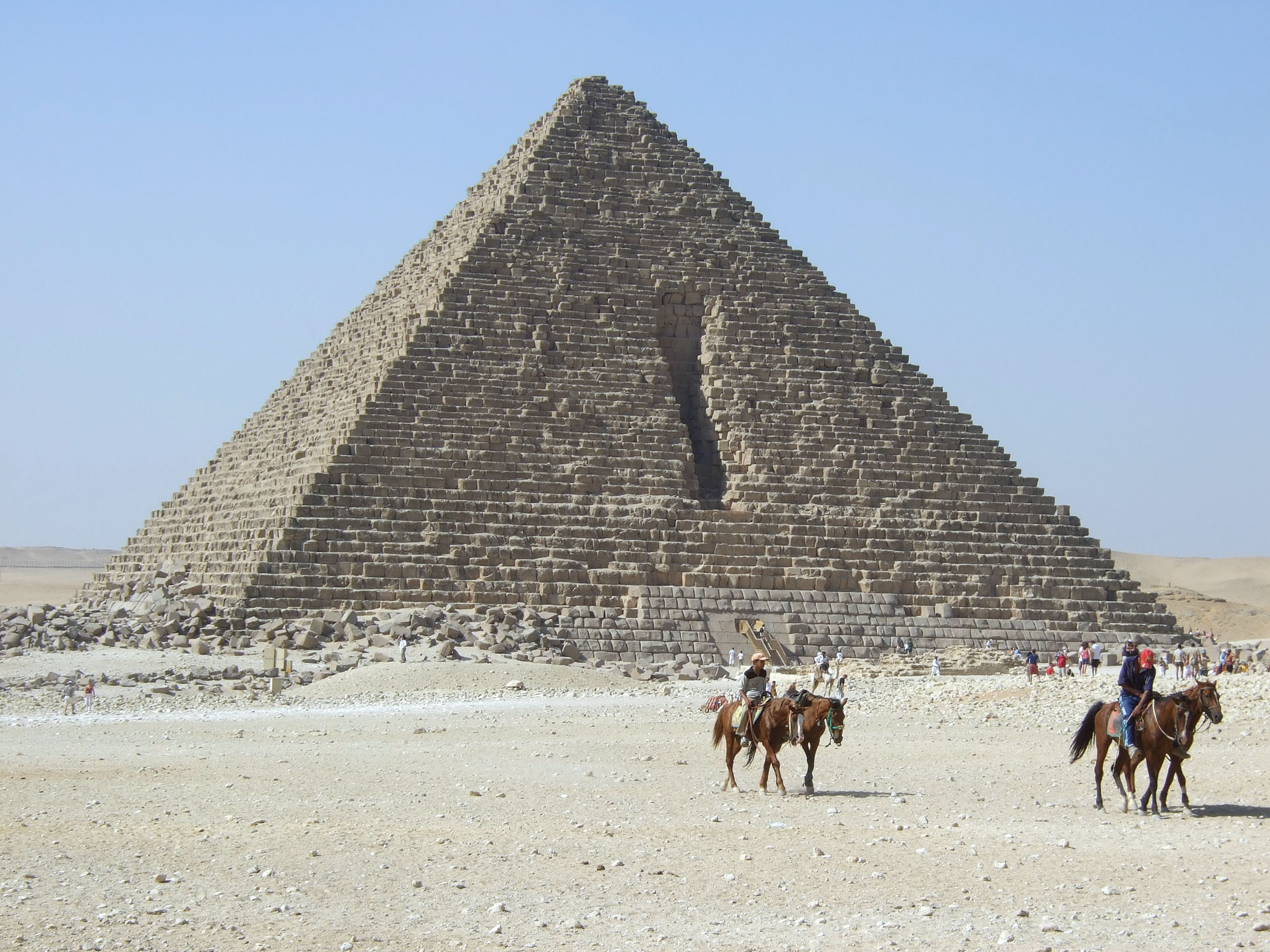
هرم منقرع، کوچکترین هرم در اهرام جیزه
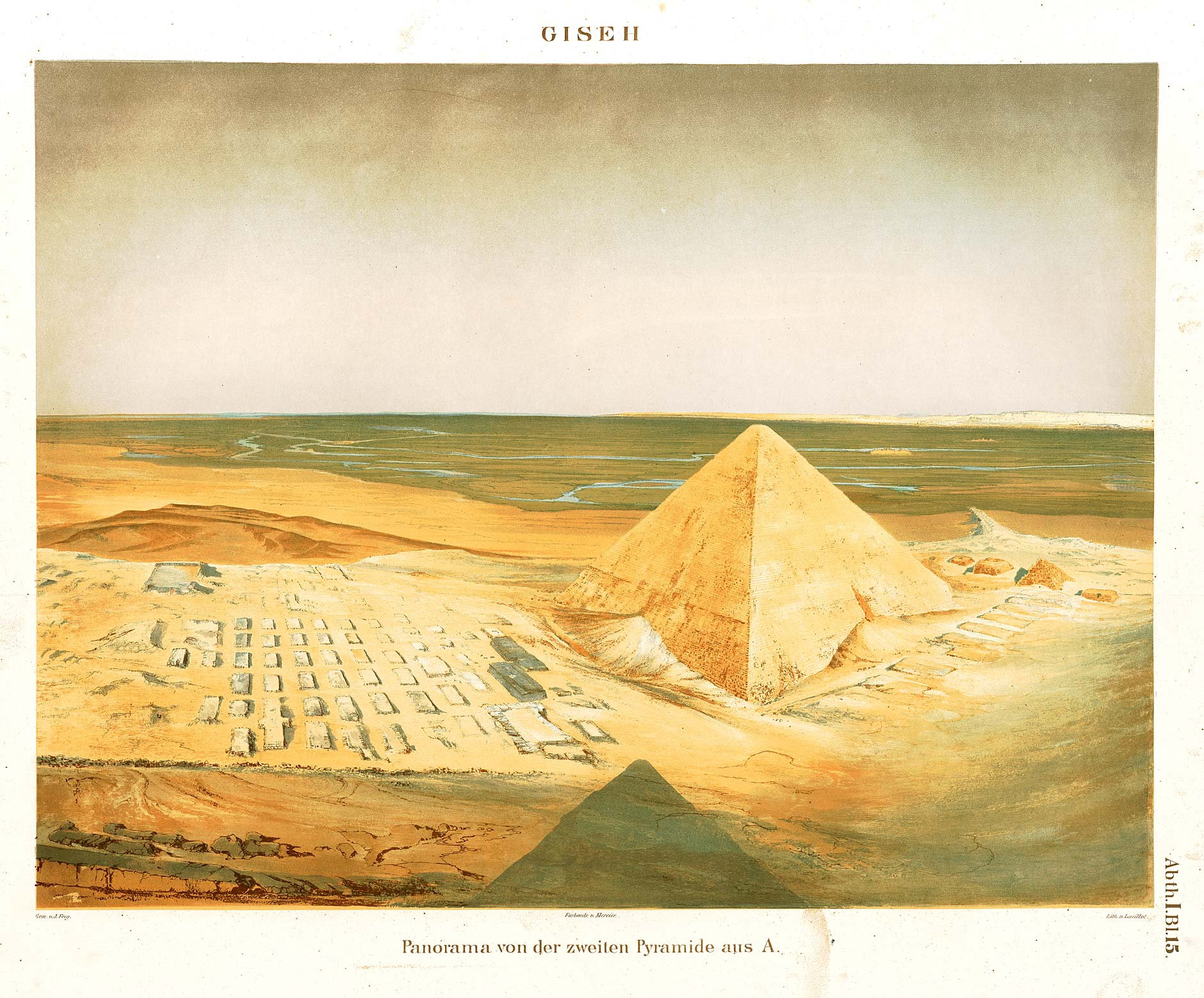
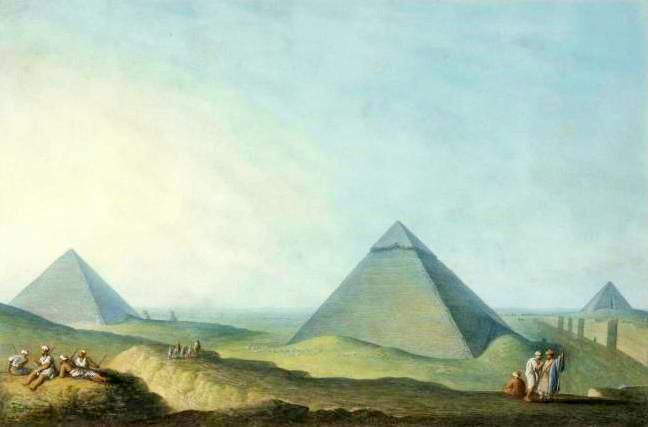